# Scáthach
Scáthach (Sgàthach an Eilean Sgitheanach) az ír mitológiában az ulsteri történetek szereplője.

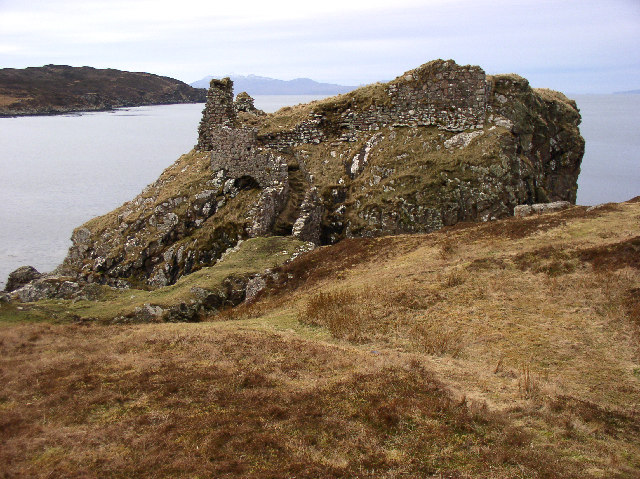
A Dunscaith erőd Skye szigetén, Skóciában

Legendás skót harcosnő, Árnyéknak vagy Harcos leánynak nevezik. Lethrai Árd-Greimne leánya. A mitológiai hagyomány szerint tanítványául fogadta és harci tudományokra oktatta az ír mondavilág egyik legnagyobb hősét, Cúchulainnt, valamint annak társát, Ferdiadot. A monda szerint Scáthach Skye szigetén (Skócia) élt, ahol otthona, Dún Scáith (Az árnyak erődje) állt. A szigeten valóban áll egy Dunscaith nevű romos erőd, amely a 16. század eleje óta használaton kívül van, de azelőtt a MacDonald klán birtoka volt.
Ő adta át a varázslatos dárdát, a Gáe Bulgát Cúchulainn-nek, emellett lánya, Uathach kezét is neki ígérte. Scáthach legnagyobb riválisa saját nővére, a szintén harcos Aífe volt, aki el akarta hódítani a földjét. Cúchulainn csatában legyőzte Aífét, akit azonban megkímélt, azzal a feltétellel, hogy a nő vele hál és fiat szül neki. Közös gyermekük Connla, akit azonban Cúchulainn évekkel később párviadalban megölt, anélkül, hogy tudta volna, Connla valójában a fia.